# Хана Браді
Хана Брадіова (чеськ. Hana Bradyová більш відома як Хана Браді чеськ. Hana Brady, 16 квітня 1931, Нове-Место-на-Мораві, Височина, перша Чехословацька Республіка — 23 жовтня 1944, Освенцім, Генерал-губернаторство, Польща) — чеська дівчинка єврейського походження, убита в період Голокосту. У 2002 році про неї була написана біографічна книга «Чемодан Хани».

## Біографія і сім'я
Хана Брадіова народилася 16 квітня 1931 року в чеському місті Нове-Место-на-Мораві в родині роздрібних торговців Карела (1898—1942) і Маркети Бради (1907—1942). У Хани був старший брат Георг (1928—2019). За його спогадами, Хана любила кататися на лижах і займалася гімнастикою. У березні 1941 року мати Бради була арештована за те, що відправляла гроші братові в Бельгію, і на якийсь час потрапила до в'язниці в Їглаве, після чого була переведена в концтабір Равенсбрюк. Наприкінці вересня того ж року гестапо заарештувало і батька. Після цього дівчинка не бачила своїх батьків. Вони обидвоє загинули в Освенцімі в 1942 році.
Дітей прихистив їх дядько Людвік, чоловік молодшої сестри Карела, уникнув депортації завдяки своєму німецькому походженню. Його дружина також потрапила в концтабір, але змогла вижити. 14 травня 1942 року Хана і її брат Георг отримали повістки в центр депортації в Тршебич. Після чотирьох діб очікування брата і сестру доставили в концтабір Терезієнштадт. Тут вони провели два роки. У концтаборі Георга помістили в дитячий барак L417. Тут же був ув'язнений Петро Гінц, 16-річний головний редактор журналу «Vedem». Хана відвідувала уроки музики і малювання. У 1944 році Георг і Хана були різними ешелонами перевезені в Освенцім. Через кілька годин після приїзду Хану відправили в газову камеру.
Георг пережив Освенцім, так як зумів влаштуватися працювати водопровідником. Звільнившись і з'ясувавши, що його сестри і батьків не залишилося в живих, Георг переїхав в Торонто, де разом з іншими пережившими Голокост в 1951 році заснував слюсарну фірму. Він одружився, у нього народилося троє синів і дочка, яку він назвав в пам'ять про загиблу сестру Лара Хана Брейді (так «Brady» вимовляється по-англійськи). Георг помер в січні 2019 року.

## «Чемодан Хани»

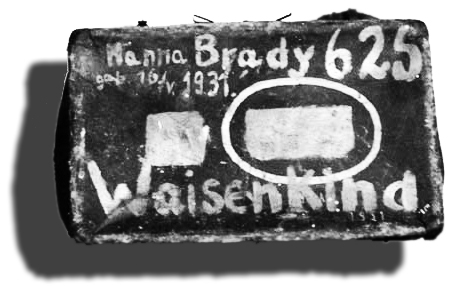
Фотографія оригінальної валізи Хани

У 2000 році куратор Центру вивчення Голокосту в Токіо Фуміко Ісіока (яп. 石岡史子 石岡史子) звернулася в державний музей Аушвіц-Біркенау з проханням передати їй кілька експонатів для виставки, присвяченої долям малолітніх в'язнів концтаборів. Серед отриманих предметів знаходилася невелика валіза, на якій було написано ім'я Хани Бради, її дата народження і напис Waisenkind («Сирота»). Експонат викликав інтерес у японських дітей. Ісіока зайнялася вивченням історії Бради, в ході чого їй вдалося виявити п'ять малюнків, створених Ханой, в Еврейскому музеї в Празі. Через музей Ісіока також знайшла адресу проживання брата дівчинки в Торонто і відправила йому лист з пропозицією популяризувати історію його покійної сестри. Георг з ентузіазмом відгукнувся. Вперше стаття про Хані вийшла в єврейській газеті в Канаді.
Продюсер Карен Левін (англ. Karen Levine зняла документальний фільм про історію зустрічі Бради і Ісіоки. У 2002 році Левін випустила біографічну книгу «Чемодан Хани» (англ. Hana’s Suitcase), що стала бестселером. Твір отримав літературну премію Сіднея Тейлора, засновану Асоціацією єврейських бібліотек Австралії. Він був переведений 40-а мовами світу і використовувався в шкільному навчанні. У 2006 році книга також була удостоєна премії від Яд ва-Шема. У 2009 році був випущений документальний фільм «Inside Hana's Suitcase» , заснований на книзі Левін.
У 2004 році з'ясувалося, що валіза є копією, так як оригінал був знищений нео-нацистами в Бірмінгемі, за іншими даними, був загублений під час пожежі. Оскільки музей Аушвіц-Біркенау не вважав за потрібне повідомити про це Ісіока, кілька років валіза вважалася оригінальною. На думку сім'ї Бради, той факт, що валіза виявилася копією, не знижує цінність експоната.